# Lonicera uzenensis
Lonicera uzenensis är en kaprifolväxtart som beskrevs av Yuichi Kadota. Lonicera uzenensis ingår i släktet tryar, och familjen kaprifolväxter. Inga underarter finns listade i Catalogue of Life.